# Phyllanthus glaucinus
Phyllanthus glaucinus är en emblikaväxtart som först beskrevs av Friedrich Anton Wilhelm Miquel, och fick sitt nu gällande namn av Johannes Müller Argoviensis. Phyllanthus glaucinus ingår i släktet Phyllanthus och familjen emblikaväxter.
Artens utbredningsområde är Sumatera. Inga underarter finns listade i Catalogue of Life.